# Tallador de cables

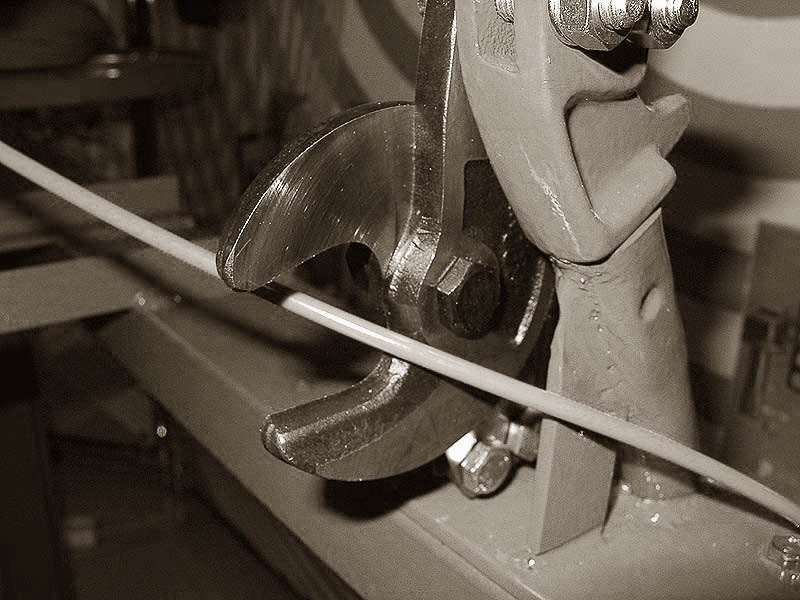
Tallador de cables

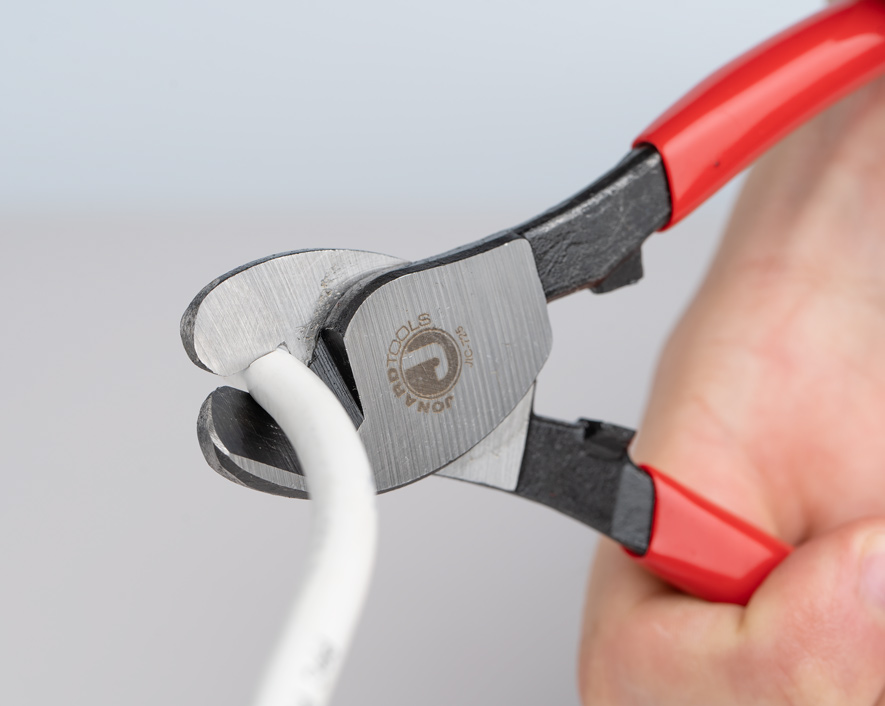
Tisores petites per tallar cable coaxial

Un tallador de cables o cisalla de cables,és una eina especialitzada per tallar cables. El principi utilitzat és el del tall per cisallament . Les talladores de cables són eines importants per a treballs d'instal·lació elèctrica

## Característiques

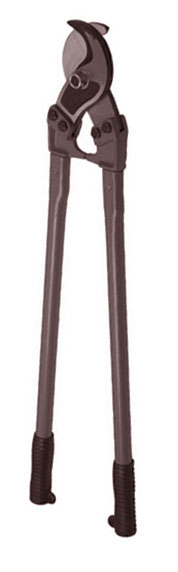
Tallador de cables manual

Com a regla general, un tallador de cables permet tallar els cables més utilitzats: cable de coure de fins a 3x400 mm² i secció transversal de cable d'alumini de fins a 200 mm. Hi ha talladores de cables universals que poden manipular cables amb nucli d'acer

## Tipus
- mecànic (manual): la majoria de les vegades tenen un accionament manual amb un mecanisme de trinquet per impulsar l'element de tall del sector, que permet tallar cables de gran diàmetre amb poc esforç.
- hidràulic (manual i a màquina): la força es transfereix a la part de tall mitjançant un accionament hidràulic.
- Electrohidràulic (sovint a màquina): té un accionament manual o a peu. Les talladores de cable electrohidràuliques estan dissenyades per a un funcionament ràpid i convenient i funcionen mitjançant la xarxa elèctrica o bateries.